# Yemenia-vlucht 626
Yemenia-vlucht 626 vertrok op 30 juni 2009 uit Sanaa met als eindbestemming Moroni. Een kwartier voor de landing stortte het toestel in de Indische Oceaan nabij de Comoren. Een meerderheid van de passagiers was afkomstig uit Parijs. Zij vlogen met vlucht IY 749 van Parijs via Marseille naar Sanaa, waar ze overstapten op vlucht IY 626.

## Zoekactie
Ibrahim Kassim, woordvoerder van de regionale luchtvaart-veiligheidsdienst, meldde dat de crash vijf tot tien kilometer van de kust heeft plaatsgevonden. Twee Franse militaire vliegtuigen en een Frans schip zijn vanaf de eilanden Mayotte en Réunion vertrokken om de wrakstukken van het vliegtuig te zoeken en lichamen van slachtoffers te bergen. Slechte weersomstandigheden en een ruwe zee bemoeilijkten de zoektocht. Op 5 juli werd bekendgemaakt dat beide zwarte dozen waren gelokaliseerd.

## Toestel
Het toestel betrof een in 1990 gebouwde Airbus A310. Het toestel werd sinds 1999 door Yemenia gebruikt en had ruim 17.300 vluchten gemaakt met in totaal 51.900 vlieguren. Het vliegtuig was uitgerust met twee Pratt & Whitney PW4152 motoren en kon maximaal 220 passagiers vervoeren.

## Inzittenden
Aan boord van het ramptoestel waren 142 passagiers en 11 bemanningsleden. De meesten van hen waren van Frans-Comorese afkomst. Onder de passagiers waren ook drie kinderen.

### Overlevende
Een Frans marineschip heeft op 30 juni een overlevende gevonden. Het betreft een 14-jarig Frans meisje dat onderkoeld was en wat lichte verwondingen had, maar het verder lichamelijk goed maakt.